# Rue Sainte-Catherine (Bordeaux)
Pour les articles homonymes, voir Rue Sainte-Catherine.
La rue Sainte-Catherine est une rue du centre-ville de Bordeaux.
Cette rue piétonne de 1 250 mètres de long, est la principale rue commerçante de Bordeaux. Elle est présentée comme la plus longue rue commerçante et piétonne d'Europe.

## Situation et accès
Ancien cardo maximus de Burdigala, nom antique de Bordeaux, cette rue est l'un des deux grands axes qui traversent la partie historique de la ville. Elle coupe le centre suivant un axe nord-sud en reliant la place de la Comédie où se situe le Grand Théâtre à la place de la Victoire. La rue Sainte-Catherine et les quartiers situés à l'ouest de celle-ci sont très commerçants (plus de 250 boutiques dont des Galeries Lafayette, une Fnac, un Apple Store, un Decathlon, etc.). Elle est devenue piétonne sur la plus grande partie de sa longueur entre 1976 et 1977 puis intégralement en 1984, et a été entièrement réaménagée entre 2000 et 2003 suivant le projet de Jean-Michel Wilmotte.
En son centre, la rue Sainte-Catherine croise la rue de la Merci et la rue des Trois-Conils, formant la place Saint-Projet (évêque auvergnat mort en 674). La croix gothique en pierre se trouvait au centre d'un cimetière depuis 1392. Ces croix faisaient l’objet de vénérations lors de certaines fêtes religieuses. Abattue pendant la Révolution, la croix de Saint-Projet fut restaurée en 1803, grâce à la générosité d’un marchand de dentelles du quartier Sainte-Catherine, puis en 1977. L'église se trouvait au sud de cette place et il en reste la tour clocher. La fontaine a été réalisée vers 1715. Quatre statues à l'effigie de saints protecteurs sont sculptées (accessibles de 1,10 À 1,80 m), on peut discerner : saint Projet qui tient la palme des martyrs, les autres sont difficiles à reconnaître, cependant il est possible de distinguer les formes du Christ et de la Vierge. La rue de la Merci amène vers la place Camille-Jullian où on trouve des bars et restaurants, ainsi que le cinéma Utopia qui se trouve dans l'ancienne église Saint-Siméon.
Près du Grand Théâtre, se trouve une des entrées de la Galerie Bordelaise, galerie commerçante couverte dont la construction a été commencée en 1833 par l’impulsion de l'architecte Durand et qui ouvrit ses grilles au public en 1834.
Au croisement de la rue Sainte-Catherine et du cours Alsace-Lorraine, un bas-relief atteste la présence souterraine des deux cours d'eau qui se jetaient dans la Garonne, le Peugue et la Devèze.
La rue Sainte-Catherine est desservie par la ligne  du tramway de Bordeaux, station Sainte-Catherine, et par la ligne , stations Grand Théâtre, Musée d'Aquitaine et Victoire 1 rue Sainte-Catherine jusqu'à 286 rue Sainte-Catherine.

## Origine du nom
La chapelle Sainte-Catherine, qui a donné le nom à la rue, une des plus anciennes de Bordeaux, était située à l’endroit du Bazar bordelais au niveau 60-62 de la rue. Elle fut inaugurée en 1048 par les chevaliers de l’ordre de Malte. Jadis, cette chapelle baignait dans la boue d’un Bordeaux semi-aquatique. Pour éviter que les gens ne soient crottés, on voulut paver le sol devant l’édifice mais, faute de moyens pour réaliser les travaux, on vendit le mobilier du lieu. Longtemps abandonnée, les derniers vestiges de la chapelle ont disparu en 1835, époque de la construction du Bazar. En y faisant les fouilles pour y établir un théâtre, on y a trouvé beaucoup d'ossements humains.

## Historique
Près de la place de la Comédie s’élevait la porte Médoc, qui fut détruite en 1772. Elle fut toujours très fréquentée.
Autrefois, les bouchers et tripiers de Bordeaux n’avaient pas le droit de vendre ailleurs leur marchandise. Les meuniers également, venaient pour apporter leur farine depuis les moulins des jalles de Blanquefort et des alentours.
À l’heure de la Fronde, la rue Sainte-Catherine fut un véritable champ de bataille entre le parti de l'Ormée et celui des « Bien Intentionnés » : le bilan fut de 400 morts.
Des personnalités célèbres ont habité cette rue : l’avocat général Saige, maire de la ville en 1791, Montesquieu, l’architecte Thiac, Peixotto, le peintre Gaultier, le député Ravez…

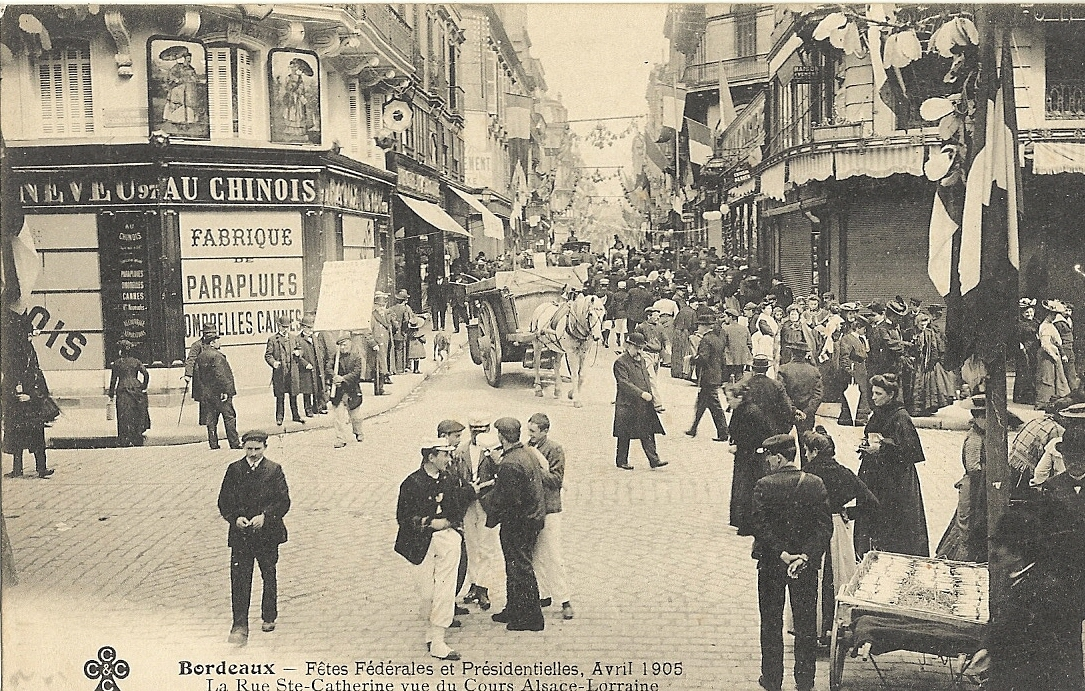
Rue Sainte-Catherine lors des fêtes fédérales et présidentielles en avril 1905.
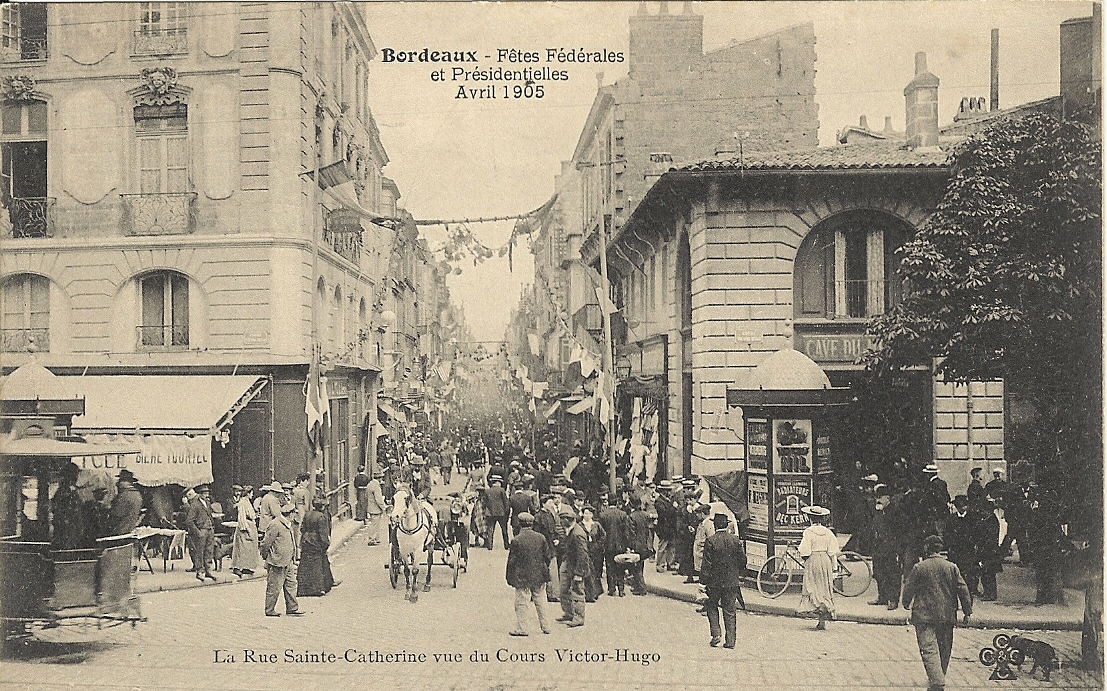
Vue de la rue Sainte-Catherine, depuis le cours Victor-Hugo.
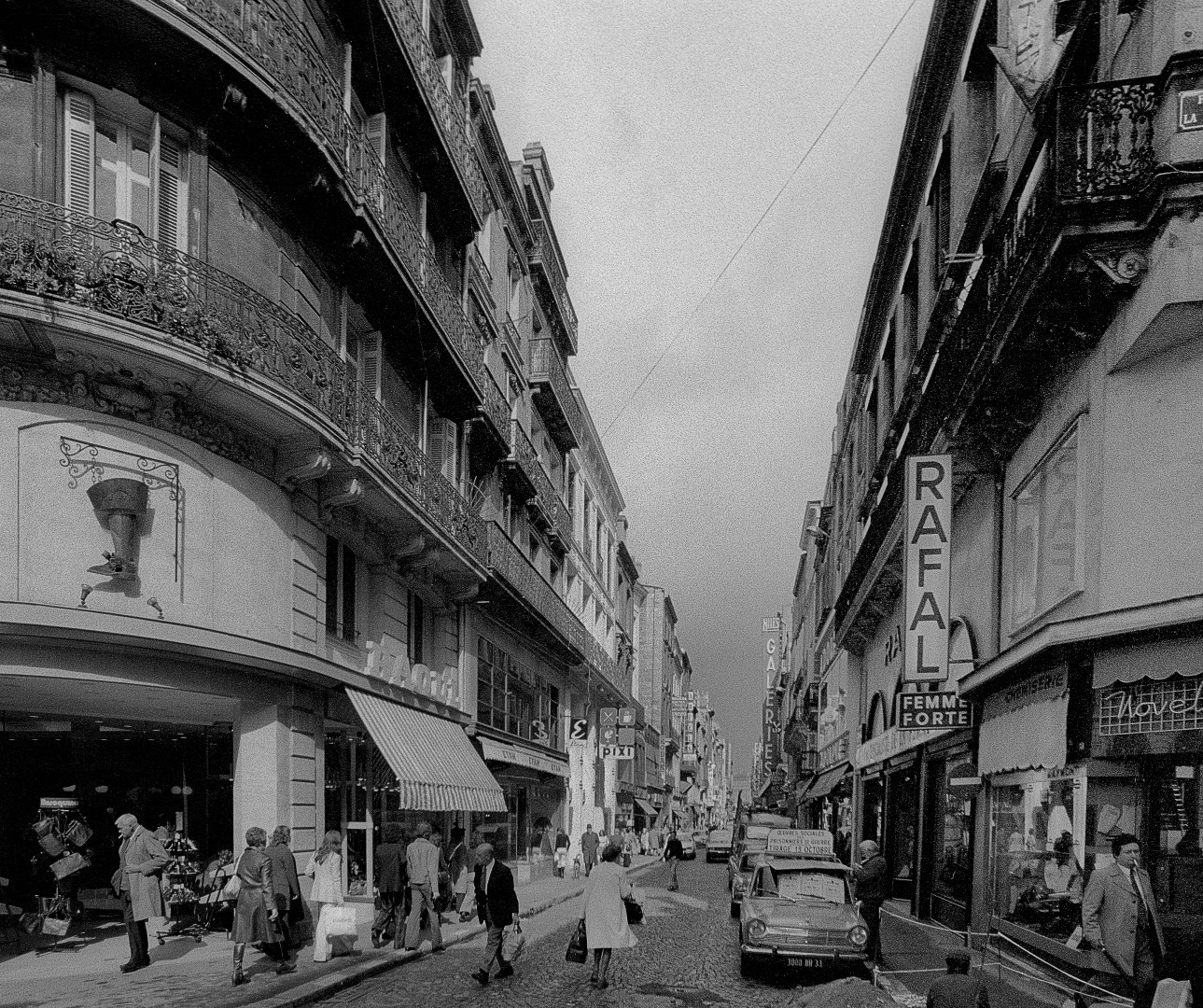
Rue Sainte-Catherine 1974
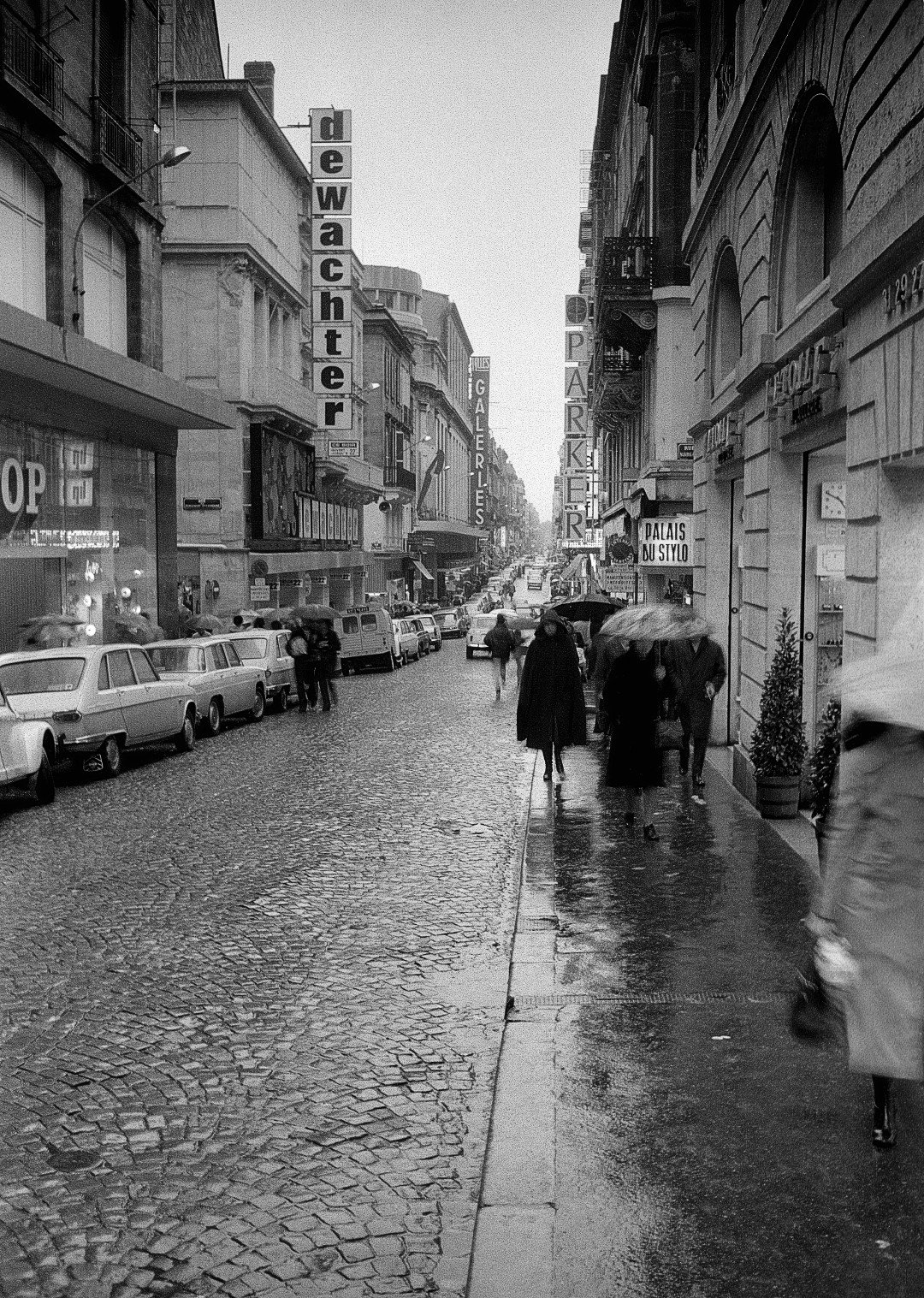
Rue Sainte-Catherine 1971

À partir de 2007, plus de la moitié de la ville de Bordeaux (1 810 ha) fut classée Patrimoine Mondial de l'UNESCO, incluant ainsi en son centre les 1 250 mètres de la rue Sainte-Catherine.
La Promenade Sainte-Catherine est un quartier, qualifié de « centre commercial à ciel ouvert », inauguré en octobre 2015. Il est l'œuvre du cabinet d'architectes Valode et Pistre et est situé à l'ancien emplacement de l'ilot Cheverus qui abritait auparavant la rédaction, le siège et l'imprimerie du journal Sud Ouest. Il est composé d'une centaine de logements et d'un centre commercial d'une trentaine d'enseignes réparties sur une surface de 18 000 m2, conçu sur deux niveaux autour d'une place centrale.
Deux braderies se tiennent rue Saint-Catherine chaque année : la braderie d'hiver en février et la braderie d'été en juillet. Des commerçants ambulants installent alors leurs stands dans la rue.
Étant une des rues les plus fréquentées de la ville, la rue Sainte-Catherine est, avec la rue Porte Dijeaux, une des premières voies de la ville où le masque devient obligatoire lors de la pandémie de Covid-19. Des peintures aux sols incitent alors les piétons à serrer à droite pour éviter de croiser des personnes allant dans le sens inverse. Les clients sont invités à patienter le long des bâtiments pour ne pas gêner la circulation. Pendant la crise, des photos y montrant une foule compacte font réagir de nombreux internautes. Cependant, cette impression peut être en partie expliquée par l'utilisation d'une longue focale,.

## Bâtiments remarquables et lieux de mémoire
- Le no 36 a été occupé par le magasin Dewachter. Le peintre Louis Dewis y vécut.
- Au no 158, un mascaron représente le visage de Jésus-Christ portant une couronne d'épines[11].
- Au no 230 s'élève la maison natale du chef d'orchestre Édouard Colonne (1838-1910), fondateur des Concerts Colonne.